# Lebenserwartung
| unter 45 Jahre nicht verfügbar bis 35 Jahre 35–40 Jahre 40–45 Jahre | 45–65 Jahre 45–50 Jahre 50–55 Jahre 55–60 Jahre 60–65 Jahre | 65–76 Jahre 65–70 Jahre 70–72 Jahre 72–74 Jahre 74–76 Jahre | ab 76 Jahre 76–78 Jahre 78–80 Jahre 80–82 Jahre ab 82 Jahre |

Lebenserwartung (in Jahren) der Menschen zum Zeitpunkt der Geburt in den UN-Mitgliedstaaten
(farblich auf Weltkarte dargestellt, Stand 2017, gemäss CIA World Factbook):

Die Lebenserwartung ist die im Durchschnitt zu erwartende Zeitspanne, die einem Lebewesen ab einem gegebenen Zeitpunkt bis zu seinem Tod verbleibt, wobei bestimmte Annahmen über die Sterberaten zugrunde gelegt werden. Diese werden in der Regel mit Hilfe einer Sterbetafel, meist einer Periodensterbetafel, ermittelt, die auf beobachteten Sterbehäufigkeiten der Vergangenheit und auf Modellannahmen für deren zukünftige Entwicklung basiert. Grundsätzlich kann der Zeitpunkt, ab dem die restliche Lebenserwartung ermittelt werden soll, beliebig gewählt werden; zum Beispiel die Lebenserwartung, die 90-Jährige an ihrem 90. Geburtstag haben. Dieser Artikel beschreibt die Lebenserwartung ab dem Beginn des eigenständigen Lebens, beim Menschen und den meisten Säugetieren also ab der Geburt.
Die Lebenserwartung von Menschen bei Geburt stieg seit 1950 jedes Jahr an, bis zu einem Höchststand 2019. Damals lag der weltweite Durchschnitt bei 73,4 Lebensjahren. 2020 fiel die Lebenserwartung allerdings erstmals, 2021 erneut auf nur noch 71,4 Jahre, Grund dafür ist die COVID-19-Pandemie.
Für die Zeitdauer von Entstehung bzw. Geburt bis zum Tod ist die Bezeichnung Lebensspanne üblich. In der Psychologie, insbesondere der Entwicklungspsychologie befasst sich die Lebensspannenpsychologie mit den verschiedenen Lebensphasen und deren Dynamiken, auch unter dem Gesichtspunkt von Gesundheit und Wohlbefinden. Die Medizin orientiert sich ebenfalls an der Lebensspanne und hat z. B. entsprechende Fachdisziplinen (von Neonatologie bis Geriatrie). Sie beschäftigt sich beispielsweise damit, die Gesundheitsspanne an die Lebensspanne anzupassen.

## Berechnung der Lebenserwartung
Am häufigsten wird die Lebenserwartung ab der Geburt berechnet. Die Lebenserwartung bei der Geburt gibt das Alter an, das die Neugeborenen eines bestimmten Jahrgangs durchschnittlich erreichen würden, wenn die altersspezifische Mortalität künftig konstant bleibt. Häufig wird dabei nicht die Gesamtpopulation der Neugeborenen betrachtet, sondern eine nach gewissen Kriterien ausgewählte Teilpopulation (etwa nach Wohnort, Geschlecht). Interessant sind dabei Angaben über die statistische Streuung der Lebenserwartung.

## Menschliche Lebenserwartung

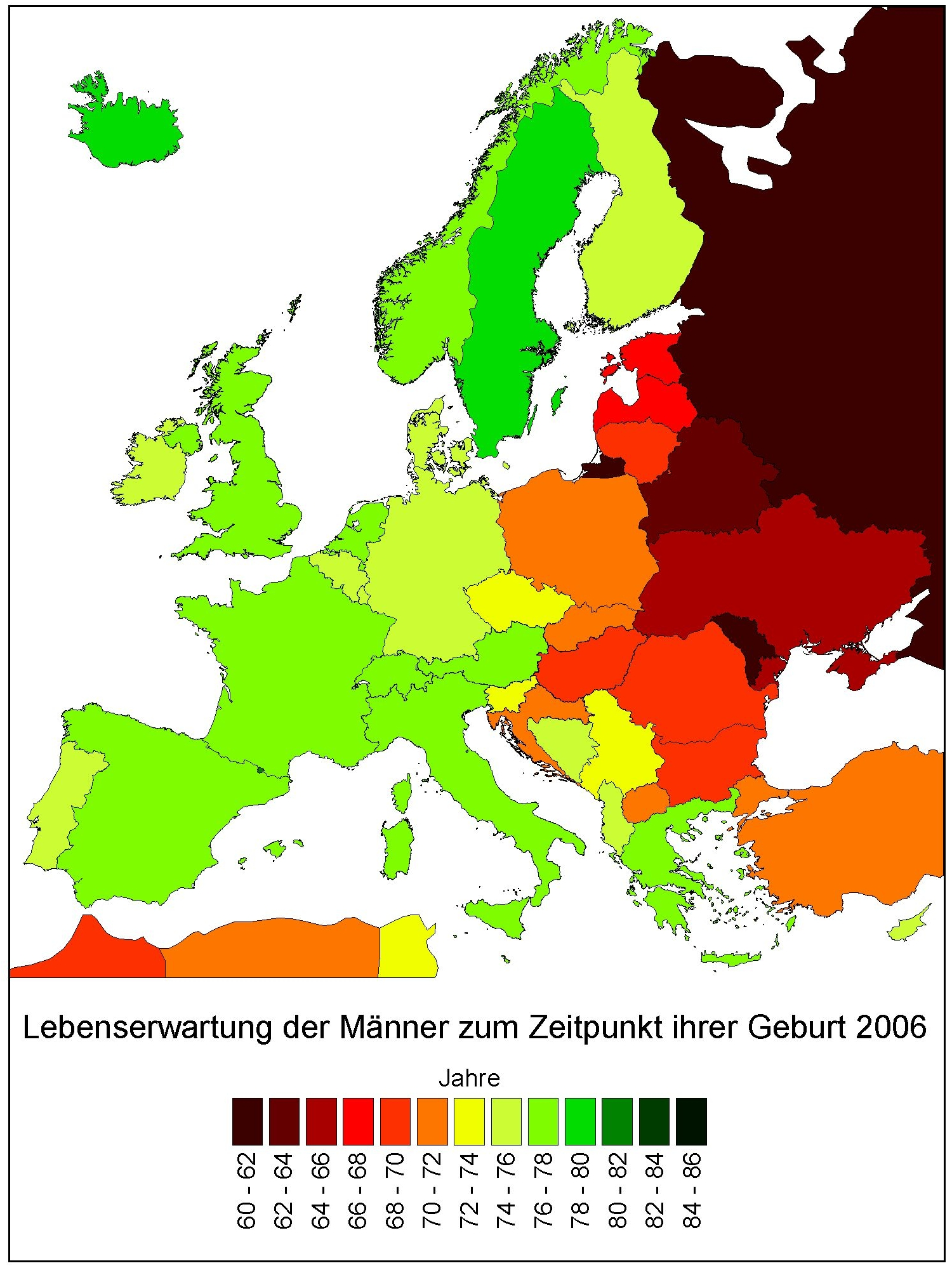
Lebenserwartung der Männer bei der Geburt 2006

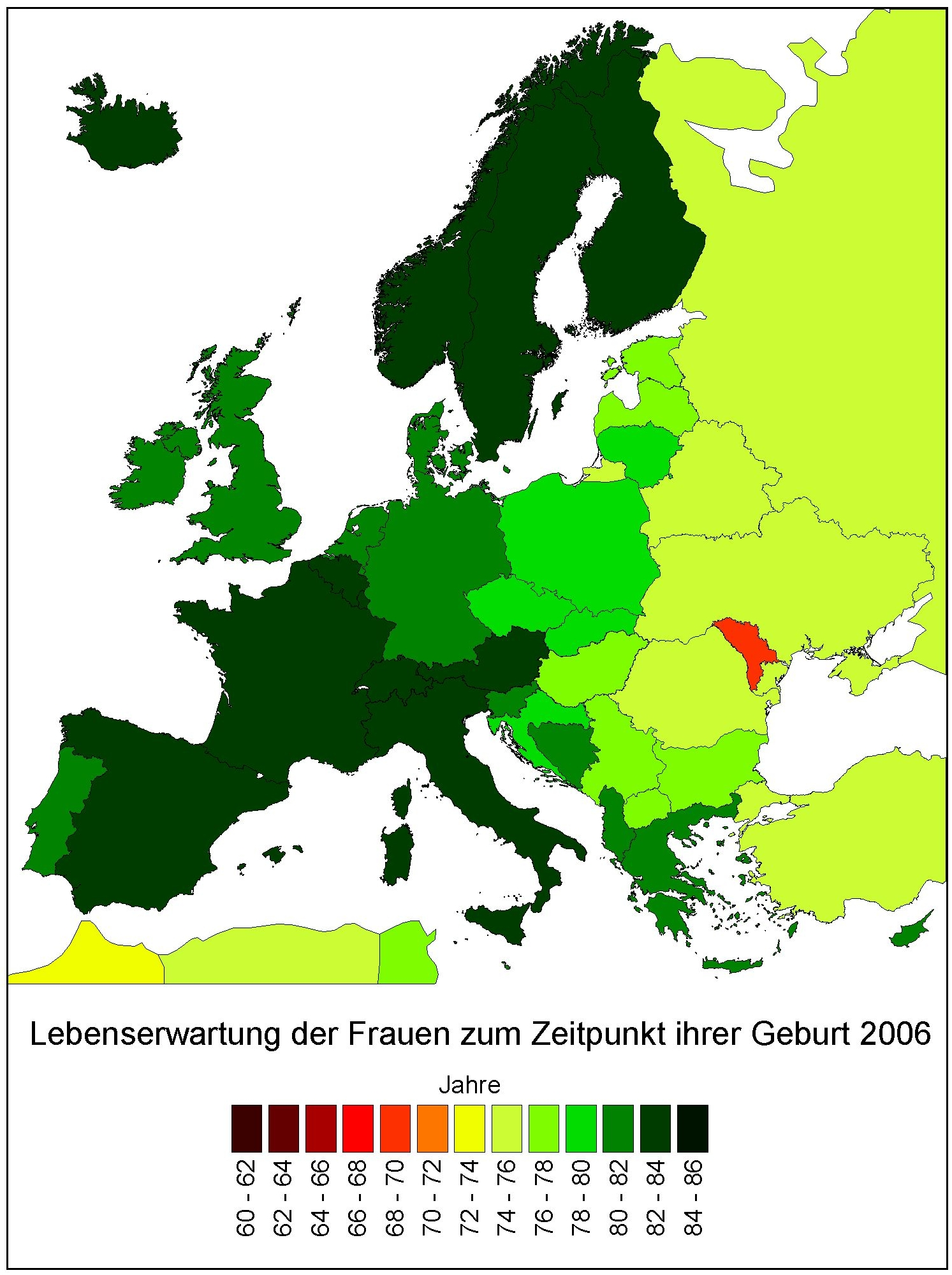
Lebenserwartung der Frauen bei der Geburt 2006

### Allgemeines
Die menschliche Lebenserwartung wird von verschiedenen Einflussfaktoren bestimmt. Statistische Verzerrungen können sich durch die Säuglings- und Kindersterblichkeit und weitere Mortalitätsdaten ergeben. So lag die Sterblichkeit im ersten Lebensjahr in der Zentralafrikanischen Republik 2010–2015 nach Angaben der UNO bei rund 8,2 Prozent. Die weitere oder durchschnittliche weitere Lebenserwartung gibt an, wie viele weitere Lebensjahre Menschen eines bestimmten Alters nach den in der aktuellen Berichtsperiode geltenden Sterblichkeitsverhältnissen durchschnittlich noch weiterleben.
Die weitere Lebenserwartung wächst mit dem Lebensalter an, da verschiedene Sterberisiken bereits überlebt wurden. Ein neugeborener Junge hat, nach Daten aus 2021/2023, in Deutschland eine Lebenserwartung von gerundet 78 Jahren, im Alter von 5 Jahren sind es auch 78 Jahre (5+73), im Alter von 50 sind es 80 Jahre, mit 60 sind es 81, mit 70 sind es 84, mit 80 sind es 88 und mit 85 sind es 90 Jahre.
Ein neugeborenes Mädchen hat in Deutschland eine Lebenserwartung von gerundet 83 Jahren, also 5 Jahre mehr als ein Junge. Dieser Abstand verringert sich im Laufe des Lebens. Im Alter von 50 beträgt die Lebenserwartung 84 Jahre (50+34) (also noch 4 Jahre mehr als Männer), mit 70 sind es 87 Jahre (3 Jahre mehr), mit 80 sind es 89 Jahre (1 Jahr mehr) und mit 85 sind es 91 Jahre (ein Jahr mehr als Männer).
Die Verfügbarkeit von Nahrungsmitteln und sauberem Wasser, gute Wohn- und Lebensbedingungen, die öffentliche Gesundheit und Zugang zu medizinischer Versorgung – kurz: gute Lebensbedingungen – führen zur höheren Lebenserwartung einer Bevölkerung. Krieg, Genozid, Naturkatastrophen, Völkerwanderungen, Seuchen, Hungersnöte haben den gegenteiligen Effekt. Der größte Teil der Unterschiede innerhalb einer Bevölkerung werden durch soziale Ungleichheit, Bildung, Gesundheitskompetenz und materielle Sicherheit beeinflusst, das sind die wichtigsten Determinanten des individuellen Lebensstils. Man schätzt, dass 25 Prozent der individuellen Unterschiede in der menschlichen Lebensspanne durch die Gene bestimmt werden, aber welche Gene und wie sie zur Langlebigkeit beitragen, ist unklar. Wissenschaftler vermuten, dass in den ersten sieben oder acht Lebensjahrzehnten der Lebensstil einen stärkeren Einfluss auf die Gesundheit und die Lebensspanne hat als die Gene. Sich gesund zu ernähren, nicht zu viel Alkohol zu trinken, Tabak zu meiden und körperlich aktiv zu bleiben, ermöglicht es Menschen, bis ins Alter gesund zu bleiben; die Genetik scheint dann zunehmend eine wichtige Rolle zu spielen, wenn es darum geht, in den Achtzigern und darüber hinaus gesund zu bleiben. Viele sehr alte Menschen können bis in die letzten Jahre ihres Lebens unabhängig leben und inaktivitätsbedingte Krankheiten vermeiden. Die biologische Zellalterung ist allerdings unvermeidbar. Ein Unfall und seine Folgen können im Einzelfall ein Leben stark verkürzen.
Unter guten Rahmenbedingungen können Menschen 100 Jahre und älter werden. Der bisher älteste Mensch (Jeanne Calment) erreichte ein Lebensalter von 122 Jahren. Die maximale Lebenserwartung von Menschen wird unter Forschern seit vielen Jahren kontrovers diskutiert: Während die einen die Ansicht vertreten, dass Menschen (und die meisten Tiere) theoretisch unbegrenzt leben können, sind viele davon überzeugt, dass es eine natürliche Obergrenze für die maximale Lebenszeit gibt. Statistische Untersuchungen legen nahe, dass eher Letzteres zutrifft und Menschen – unter natürlichen Umständen – selbst unter optimalen Bedingungen nicht älter als durchschnittlich 115 bis maximal 125 Jahre alt werden können. Als Grund nennen die Forscher in erster Linie die kontinuierliche Anhäufung von DNA-Schäden im Laufe des Lebens eines Menschen – mit der Folge von schädlichen Mutationen und zunehmend defekten Proteinen und Enzymen. Durch eine gesunde Lebensweise, bestimmte Medikamente und mit Hilfe der körpereigenen Reparatursysteme kann dieser Prozess zwar verlangsamt, aber letztendlich nicht aufgehalten werden: Überschreiten die akkumulierten Zellschäden einen bestimmten Schwellenwert, ist der Tod des Individuums unausweichlich. Dies trifft auch dann zu, wenn zuvor keine zwangsläufig zum Tode führende Erkrankung, wie z. B. eine bösartige Krebskrankheit vorhanden war. Im Jahr 2021 berichteten Wissenschaftler, dass die intrinsische maximale menschliche biologische Lebensspanne laut Blutmarkern 120–150 Jahre beträgt.
Die Angaben zur Lebenserwartung in den Ländern weltweit unterscheiden sich je nach Quelle. Gemäß dem CIA World Factbook, Stand 2024, haben die Menschen in Monaco die höchste Lebenserwartung mit 89,8 Jahren, nach Singapur und Macau folgt auf Rang 4 als erstes größeres Land Japan mit einer Lebenserwartung von 85,2 Jahren; die geringste Lebenserwartung haben die Menschen in Afghanistan mit 54,4 Jahren. Gemäß der UN-Weltbevölkerungsprognose 2024, Daten zum Jahr 2024, ist in Nigeria die Lebenserwartung weltweit am niedrigsten mit 54,6 Jahren; die Lebenserwartung in Afghanistan wird mit 66,3 Jahren angegeben.
2007 hatten noch die höchste Lebenserwartung die Menschen in Andorra mit 83,5 Jahren, die geringste Lebenserwartung im afrikanischen Land Eswatini mit 34,1.
Lebenserwartung ist eine wichtige sozioökonomische Messgröße. Je höher sie für eine bestimmte Gruppe ist, desto höher ist deren Lebensstandard, beispielsweise medizinische Versorgung, Hygiene, Trinkwasserqualität und Ernährungslage. Unterschieden wird die Lebenserwartung häufig nach Geschlecht, Staatsangehörigkeit, Berufszugehörigkeit oder nach speziell ausgewiesener Risikogruppe. Während die Statistiken, die sich auf Staaten oder Regionen beziehen, vorwiegend volkswirtschaftliche Indikatoren ausweisen, wird die Unterscheidung nach bestimmten Bevölkerungsgruppen, insbesondere in der Versicherungswirtschaft, zur Berechnung von Risiken und der Bemessung von Prämien oder Renten herangezogen.
Die Berechnung der Lebenserwartung erfolgt anhand von Sterbetafeln, welche die genaue Zahl der Überlebenden und Gestorbenen pro 100.000 Einwohner früherer Jahrgänge nach dem durchschnittlichen Lebens- bzw. Sterbealter in Jahren ausweisen.

### Beispiel Deutschland
Im Jahr 2015 betrug die durchschnittliche Lebenserwartung neugeborener Jungen 77 Jahre und 9 Monate (2010: 77 Jahre und 4 Monate). Die entsprechende Zahl für neugeborene Mädchen lautete 82 Jahre und 10 Monate (2010: 82 Jahre und 6 Monate). Die so berechnete durchschnittliche Lebenserwartung ist eine ungenaue Prognose, die im Wesentlichen den jetzigen Trend extrapoliert. Dieser könnte einerseits durch Kriege oder Seuchen abrupt gestoppt oder sogar ins Gegenteil gekehrt werden, aber auch beispielsweise durch medizinische Durchbrüche verstärkt werden.
Im Jahr 2007 hatten Jungen in den alten Bundesländern bei ihrer Geburt eine Lebenserwartung von 76,9 Jahren, in den neuen Bundesländern (ohne Berlin) eine von 75,5 Jahren. Der Ost-West-Unterschied betrug 1,4 Jahre. Bei den neugeborenen Mädchen betrug der Abstand zugunsten der im Westen geborenen Mädchen 0,3 Jahre.
Die Lebenserwartung hat sich in den letzten Jahrzehnten kontinuierlich verlängert. Faktoren wie Friedenszeit, gestiegenes Einkommen, höherer Lebensstandard, bessere Ernährungslage etc. spielen dabei eine wesentlich größere Rolle als Medizinfortschritt oder Änderung des Zigarettenkonsums in der Gesamtbevölkerung.
In Deutschland im Zeitraum 2016/18 betrug die Lebenserwartung für Männer 78,5 Jahre und für Frauen 83,3 Jahre.
Die durchschnittliche Lebenserwartung betrug 2021 für neugeborene Mädchen 83,2 Jahre und für neugeborene Jungen 78,2 Jahre. Der erstmals seit langem eingetretene Rückgang gegenüber 2019 ist auf die Corona-Epidemie zurückzuführen.

### Risikofaktoren
Genetische Faktoren, unzureichende Ernährung, mangelnde Hygiene, unsauberes Trinkwasser, Stress sowie mangelnde ärztliche Versorgung begrenzen in der Hauptsache die Lebenserwartung. Das galt für die vorindustrielle Zeit und gilt heute noch für viele Entwicklungsländer. Dort, wo diese Verhältnisse auf einem akzeptablen Niveau sind, gelten unter anderem nachstehende Schlüsselfaktoren als bedeutsam.
- Bluthochdruck
- Rauchen und übermäßiger Alkoholkonsum
- Adipositas (Fettleibigkeit) und Übergewicht
- Diabetes bzw. hoher Blutzuckerspiegel
- Bewegungsmangel

Wie eine amerikanische Studie belegt, geht die gestiegene Lebenserwartung dennoch mit einem verschlechterten Gesundheitszustand der alten Menschen einher. So ist auch die Zahl der Lebensjahre, in denen Menschen eine schwere Erkrankung erleiden, kontinuierlich gestiegen. Auch dafür werden die vorgenannten Risikofaktoren verantwortlich gemacht, da sie bei alten Menschen noch deutlich riskanter sind als bei Jüngeren.
Als Schlüsselfaktoren für krankheitsbedingte Sterblichkeit wurden insbesondere übertragbare und geburtsbedingte Erkrankungen erkannt, die sich in der Kindheit auswirken. Die Ergebnisse der Studie gelten weltweit, da alle übrigen wichtigen Mortalitätsrisikofaktoren (Mangelernährung, ungenügende Wasserversorgung, bauliche, persönliche und häusliche Hygienebedingungen, ungeschützter Geschlechtsverkehr, Tabaknutzung, Alkohol, Arbeitssicherheit, Bluthochdruck, Bewegungsarmut, Drogenverwendung und Luftverschmutzung) in jeder der 107 Weltregionen statistisch getrennt berücksichtigt wurden.
Über 20 % der weltweit 56 Millionen Verstorbenen 2001 waren Kinder unter fünf Jahren. So liegt die Wahrscheinlichkeit einer 70-jährigen Person, 90 Jahre alt zu werden, zwischen 5 % und 54 %, je nachdem wie günstig oder ungünstig vorstehende Faktoren gegeben sind. Alkoholkonsum und Cholesterinspiegel wurden vor dieser Untersuchung als ebenfalls bestimmende Faktoren betrachtet, ihr Einfluss wurde im Vergleich als wesentlich geringfügiger erkannt.

### Langlebigkeitsgene
Mit genomweiten Assoziationsstudien und Biodatenbanken können genetische Signaturen, die mit menschlicher Langlebigkeit verbunden sind, identifiziert werden. In Studien wurden dafür etwa die Genome von über 105 Jahre alten Personen untersucht. Auch eine genomweite Assoziationsstudie der mitochondrialen DNA – welche von den Müttern vererbt wird – identifizierte mit Daten der UK Biobank Assoziationen mit Lebenserwartung, sowie Risiken für Krankheiten mit erhöhtem Risiko für frühzeitigen Tod wie Typ-2-Diabetes.

Weltweiter Vergleich Männer und Frauen, Weltgesundheitsorganisation 2019

### Einfluss des Geschlechts auf die Lebenserwartung
Der Zusammenhang zwischen der Lebenserwartung und dem Geschlecht einer Person ist für Deutschland eindeutig belegt. Eine Untersuchung der Deutschen Aktuarvereinigung e. V. (DAV) aus dem Jahre 2008 belegt für die letzten 130 Jahre, dass die Sterblichkeit von Frauen im Altersbereich von 20 bis 70 nur etwa halb so groß ist wie von Männern. Frauen haben in den meisten Industrieländern eine um vier bis acht Jahre höhere Lebenserwartung (Westdeutschland fünf Jahre, Ostdeutschland sechs Jahre).

#### Gesundheitsbewusstsein und Lebensweise
Als Ursache für die unterschiedliche Lebenserwartung wird von Wissenschaftlern das geringere Gesundheitsbewusstsein von Männern genannt, das sich unter anderem dadurch äußert, dass Männer mehr rauchen und mehr Alkohol trinken sowie bei Krankheitssymptomen seltener einen Arzt aufsuchen. Eine 2011 veröffentlichte Studie, die Daten aus 30 europäischen Ländern untersuchte, kam zu dem Schluss, dass zwischen 40 und 60 Prozent des Geschlechterunterschieds in der Lebenserwartung auf das Rauchen von Tabak zurückzuführen seien. 10 bis 30 Prozent können dem Genuss von Alkohol zugeschrieben werden. Aber auch die höhere Risikobereitschaft und die potenziell höhere Morbiditätsrate in typischen Männerberufen, die häufig mit gefahrgeneigter Arbeit und körperlich schädigenden oder stressbehafteten Tätigkeiten verbunden sind, werden als Ursachen angeführt. Weitere Ursachen finden sich in den Artikeln Schwerarbeit und Frauenanteil in der Privatwirtschaft.
Die Klosterstudie ergab im Vergleich der Lebenserwartung zwischen Ordensmitgliedern und Allgemeinbevölkerung, dass bei Ordensmitgliedern signifikant geringere Unterschiede bei der geschlechtsspezifischen Lebenserwartung vorliegen. Im Vergleich zur Allgemeinbevölkerung ist die Lebenserwartung von Mönchen um rund 4,5 Jahre signifikant höher als die der männlichen Allgemeinbevölkerung, während solche Unterschiede zwischen den weiblichen Vergleichsgruppen nicht zu verzeichnen sind. Die Ursachen liegen neben dem höheren Tabakkonsum in der ungleichen Verteilung von Stressoren zwischen Frauen und Männern, der ungleichen Selektion durch beide Weltkriege und deren langfristigen Spätfolgen, der geringeren Teilnahme von Frauen am Erwerbsleben und Hausfrauentätigkeit in Kombination mit Mutterschaft. Damit können biologische Ursachen bei der Übersterblichkeit von Männern zu einem wesentlichen Teil ausgeschlossen werden. Insgesamt wird der Beitrag biologischer Ursachen für die männliche Übersterblichkeit auf 0 bis 2 verlorene Lebensjahre geschätzt. Zusammenfassend lässt sich sagen,

„dass Frauen zwar etwas länger leben, aber vor allem die Männer früher sterben“

Es scheinen nur bestimmte Gruppen der männlichen Bevölkerung für die geringere Lebenserwartung von Männern verantwortlich zu sein. Paola Di Giulio vom Max-Planck-Institut für demografische Forschung (MPIDR in Rostock) identifizierte die Gruppen der „Active Bon-Vivants“ (häufig übergewichtige Vielarbeiter und Raucher; überwiegend Männer) und der „Nihilists“ (korpulente Nichtsportler und Gesundheitsvorsorge-Vermeider – in dieser Gruppe zu gleichen Teilen Männer und Frauen). Auf der anderen Seite finden sich in der Gruppe der „Interventionists“ (Nicht-Raucher, Nicht-Trinker mit gesunder Ernährung und ohne Stress-Job) hauptsächlich Frauen.

#### Hormonelle Faktoren
Für die risikogeneigtere Lebensweise und das geringere Gesundheitsbewusstsein von Männern sind nicht allein kulturelle Faktoren, sondern auch hormonelle und damit biologische Faktoren verantwortlich. Insbesondere bei jungen Männern bewirkt das Sexualhormon Testosteron eine höhere Risikobereitschaft, die zu einer höheren Sterblichkeit, insbesondere durch Unfälle führt. Demgegenüber wirkt das weibliche Geschlechtshormon Östrogen in Frauen gesundheitsfördernd. Es sorgt für eine höhere Zahl von Antikörpern gegen Infektionen. Östrogene bewirken eine höhere Produktion des „guten“ HDL im Blutfett, verbessern entsprechend die Cholesterinwerte und schützen damit vor Herzinfarkten und Schlaganfällen. Eine Übersichtsstudie schlussfolgert allerdings, dass endogene Testosteronspiegel im normalen Bereich für das männliche Herz-Kreislauf-System vorteilhaft sind und bei Männern ein Testosteronmangel mit Gesundheitsproblemen und einer höheren Inzidenz von Herz-Kreislauf-Erkrankungen und erhöhter Sterblichkeit verbunden ist. Nach der „Unguarded X Hypothese“ ist das doppelte X-Chromosom weiblicher Organismen ein Grund dafür, wieso diese – laut einer Studie durchschnittlich um 18 % – länger leben als männliche. Es schütze diese wahrscheinlich vor schädlichen Mutationen in den Genen des jeweils anderen X-Chromosoms.

#### Genetische Faktoren
Weiterhin relevant sind genetische Faktoren. Frauen haben in ihrem Erbgut zwei X-Chromosomen, Männer ein Y- und ein X-Chromosom. Das Y-Chromosom enthält lediglich die geschlechtsbestimmenden Informationen. Da wichtige Erbfaktoren der Immunabwehr auf dem X-Chromosom liegen, nutzen Frauen im Gegensatz zu Männern das immunologische Potential der X-Chromosomen beider Eltern. Während Erbkrankheiten, die sich auf einem einzigen X-Chromosom befinden, sich bei Männern immer auswirken, kann bei Frauen die Information in diesem Fall vom gesunden X-Chromosom abgelesen werden. Im Alter häufen sich Ablesefehler im Erbmaterial. Altersbedingte Veränderungen des aktiven X-Chromosoms können bei Frauen durch Reaktivierung des jeweils inaktiven zweiten X-Chromosoms kompensiert werden (X-chromosomale Reaktivierung), bei Männern nicht. Tierstudien unterstützen die Bedeutung dieses Zusammenhangs. So verfügen bei Säugetieren immer die männlichen Tiere über die X-Y-Kombination und haben die kürzere Lebenserwartung. Bei Vögeln ist es umgekehrt. Hier weisen die weiblichen Vögel mit der W-Z-Kombination eine kürzere Lebenserwartung auf als die männlichen Vögel mit zwei Z-Chromosomen.

#### Ereignisse wie Krieg und Umweltkatastrophen
Eine Untersuchung anhand von 141 Ländern im Zeitraum von 1981 bis 2002 hat gezeigt, dass das Geschlecht die Sterberate bei Naturkatastrophen beeinflusst. Demnach senken Naturkatastrophen und ihre Nachwirkungen die Lebenserwartung von Mädchen und Frauen disproportional mehr im Vergleich zur Lebenserwartung von Jungen und Männern. Biologische und physiologische Differenzen zwischen den Geschlechtern, soziale Normen, Rollenverhalten, Diskriminierung beim Zugang zu Ressourcen und der Zusammenbruch der Ordnung, der Mädchen und Frauen stärker häuslicher und sexueller Gewalt ausliefert, und vor allem der im Durchschnitt niedrigere sozio-ökonomische Status von Frauen werden als Erklärungsmöglichkeiten angeführt.
In Kriegen werden signifikant mehr Männer als Frauen getötet, was sich langfristig auf die Zahlen zur statistischen Lebenserwartung auswirkt. „Die bei der Volkszählung 1951 [in Österreich] errechnete Geschlechterproportion von 866 Männern auf 1000 Frauen hat sich bis 2011 auf 950 Männer auf 1000 Frauen erhöht. Ein Grund für den damaligen Frauenüberschuss – die gefallenen Männer beider Weltkriege – hat kontinuierlich an Bedeutung verloren, da die meisten Kriegswitwen inzwischen verstorben sind.“

#### Andere Erklärungsansätze
Bei vielen Säugetierarten, zum Beispiel bei Labormäusen, leben die Weibchen im Durchschnitt länger als die Männchen. Dafür gibt es verschiedene Erklärungsansätze. Männchen haben eine größere Körpergröße, und in einer Säugetierart leben jeweils die kleineren Exemplare im Durchschnitt länger als die großen. Kleine Hunderassen können 16 Jahre erreichen, während große Hunde meist schon nach neun Jahren sterben. Kleine Menschen haben ebenfalls eine höhere Lebenserwartung als große. Obwohl es bislang an die 2000 verifizierte Supercentenarians, also Menschen, die mindestens 110 Jahre alt geworden sind, gibt, liegt nur ein einziger Fall eines verifizierten Supercentenarans vor, dessen Körpergröße mehr als 190 cm betrug (Melvin Campbell). Wenn die geringere Körpergröße allerdings nicht genetisch bedingt ist, sondern aus schlechter Ernährung resultiert, kehrt sich die Regel um: Dann haben größere Menschen die höhere Lebenserwartung.
Eine Studie aus dem Jahr 2005 kam zu der Erkenntnis, dass das Ausmaß der patriarchalen Orientierung einer Gesellschaft mit der Lebenserwartung von Männern zusammenhängt. Demnach leben Männer in egalitären Gesellschaften im Durchschnitt länger als Männer in patriarchalen Gesellschaften. Die Forscher argumentieren, dass das Patriarchat Männern schade, auch wenn es ihnen bestimmte Vorteile gewähre.

### Familienstand
Der Familienstand weist ebenfalls Zusammenhänge mit der Lebenserwartung auf. Nach einer Untersuchung von 1993 betrug die Lebenserwartung
- in dauerhafter Partnerschaft: Männer 71,1 Jahre, Frauen 82,2 Jahre;
- bei Verwitwerung über 60 Jahren: Männer 67,8 Jahre, Frauen 77,1 Jahre;
- bei Geschiedenen: Männer 59,8 Jahre, Frauen 75 Jahre.

Bei Männern ist das durchschnittlich erreichte Lebensalter bei jeder Form einer Partnerschaft gegenüber dem allgemeinen erreichten Lebensalter vermindert. Zum Vergleich lag die durchschnittliche Lebenserwartung für Männer 1991/93 bei rund 72,5 Jahren. Frauen hingegen werden in einer dauerhaften Partnerschaft älter als ihr allgemein erreichtes Alter (1991/93: 79,0 Jahre). Besonders auffällig ist die stark verminderte Lebenserwartung bei geschiedenen Männern.

### Elternschaft
Es gibt einen eindeutigen Zusammenhang zwischen Elternschaft und Lebenserwartung: Mütter und Väter leben in der Regel länger als Menschen, die keine Kinder haben. Abhängig von der Anzahl der Kinder ist die Lebenserwartung um bis zu 5 Jahre höher als die Lebenserwartung von Menschen, die ohne Kinder sterben. Zuletzt wurde dies von einer Studie mit den Daten von vier Millionen schwedischen Frauen und Männern, die zwischen 1915 und 1960 geboren wurden, belegt.
Der Grund für den Unterschied ist jedoch noch unklar, die meisten gängigen Theorien können nur einen Teil der Unterschiede erklären.

### Lebenserwartung Neugeborener

#### Deutschland
Von 1960 bis 2016 hat sich bedingt durch die gestiegene Lebenserwartung die Rentenbezugsdauer verdoppelt.
| Land/Gebiet            | Jungen                   | Mädchen                  |
| ---------------------- | ------------------------ | ------------------------ |
| Baden-Württemberg      | 78 Jahre und 9,3 Monate  | 83 Jahre und 6,8 Monate  |
| Bayern                 | 77 Jahre und 4,6 Monate  | 82 Jahre und 10,1 Monate |
| Berlin                 | 77 Jahre und 5,2 Monate  | 82 Jahre und 5,3 Monate  |
| Brandenburg            | 76 Jahre und 6,9 Monate  | 82 Jahre und 5,4 Monate  |
| Bremen                 | 76 Jahre und 4,4 Monate  | 81 Jahre und 10,2 Monate |
| Hamburg                | 77 Jahre und 7,5 Monate  | 82 Jahre und 6 Monate    |
| Hessen                 | 77 Jahre und 10,4 Monate | 82 Jahre und 8,6 Monate  |
| Mecklenburg-Vorpommern | 75 Jahre und 5,9 Monate  | 81 Jahre und 10,6 Monate |
| Niedersachsen          | 76 Jahre und 10,8 Monate | 82 Jahre und 5,6 Monate  |
| Nordrhein-Westfalen    | 76 Jahre und 10,3 Monate | 81 Jahre und 10,7 Monate |
| Rheinland-Pfalz        | 77 Jahre und 5,6 Monate  | 82 Jahre und 5,1 Monate  |
| Sachsen                | 76 Jahre und 10,6 Monate | 82 Jahre und 10,2 Monate |
| Schleswig-Holstein     | 77 Jahre und 5,1 Monate  | 82 Jahre und 4,4 Monate  |
| Saarland               | 75 Jahre und 10,9 Monate | 81 Jahre und 5,9 Monate  |
| Sachsen-Anhalt         | 75 Jahre und 5,8 Monate  | 81 Jahre und 8,1 Monate  |
| Thüringen              | 75 Jahre und 5,2 Monate  | 82 Jahre und 4,1 Monate  |
| alte Bundesländer      | 77 Jahre und 8,1 Monate  | 82 Jahre und 8 Monate    |
| neue Bundesländer      | 76 Jahre und 5,9 Monate  | 82 Jahre und 6,6 Monate  |
| Deutschland            | 77 Jahre und 6,3 Monate  | 82 Jahre und 7,7 Monate  |

#### Österreich
Die Lebenserwartung in Österreich beträgt für das Jahr 2010 für Männer 77,7 und für Frauen 83,16 Jahre bei der Geburt. Die höchste Lebenserwartung haben Neugeborene in Vorarlberg (78,85 / 84,15 Jahre).
| Bundesland       | Buben       | Mädchen     |
| ---------------- | ----------- | ----------- |
| Burgenland       | 77,55 Jahre | 83,16 Jahre |
| Kärnten          | 77,67 Jahre | 83,56 Jahre |
| Niederösterreich | 77,56 Jahre | 83,03 Jahre |
| Oberösterreich   | 77,99 Jahre | 83,44 Jahre |
| Salzburg         | 78,62 Jahre | 83,87 Jahre |
| Steiermark       | 77,78 Jahre | 83,53 Jahre |
| Tirol            | 79,05 Jahre | 84,03 Jahre |
| Vorarlberg       | 78,85 Jahre | 84,15 Jahre |
| Wien             | 76,6 Jahre  | 81,94 Jahre |
| Österreich       | 77,7 Jahre  | 83,16 Jahre |

#### Europa
| Land          | Alter      |
| ------------- | ---------- |
| Liechtenstein | 84,6 Jahre |
| Schweiz       | 84,3 Jahre |
| Spanien       | 84,0 Jahre |
| Italien       | 83,5 Jahre |
| Luxemburg     | 83,4 Jahre |
| Schweden      | 83,4 Jahre |
| Frankreich    | 83,0 Jahre |
| Niederlande   | 81,9 Jahre |
| Österreich    | 81,9 Jahre |
| Dänemark      | 81,8 Jahre |
| Griechenland  | 81,8 Jahre |
| Finnland      | 81,6 Jahre |
| Deutschland   | 81,1 Jahre |
| Tschechien    | 79,9 Jahre |
| Polen         | 78,4 Jahre |
| Ungarn        | 76,7 Jahre |
| Rumänien      | 76,4 Jahre |
| Bulgarien     | 75,8 Jahre |
| Lettland      | 75,6 Jahre |

### Soziale Ungleichheit und Lebenserwartung

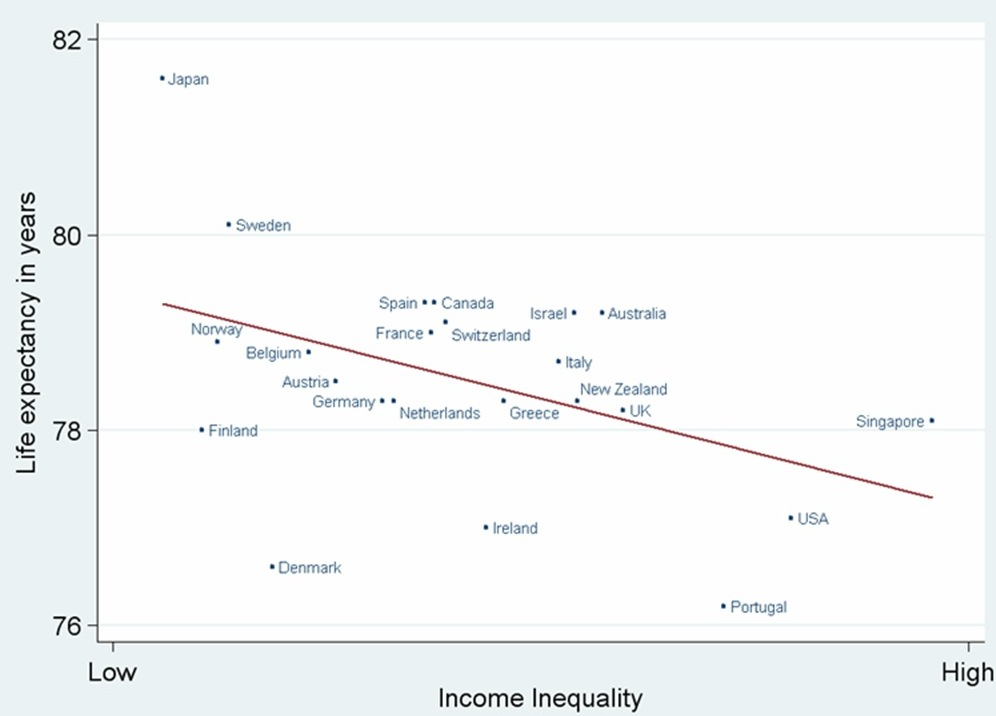
Lebenserwartung ist höher in Ländern mit niedriger Ungleichheit.

Für viele Länder ist ein deutlicher Zusammenhang zwischen der Lebenserwartung der Menschen und ihrem sozialen Status – gemessen über den Bildungsabschluss, den Berufsstatus oder das Einkommen – dokumentiert. Diese Befunde waren der Ausgangspunkt, um auf europäischer Ebene eine eigene Strategie zum Abbau gesundheitlicher Ungleichheiten zu fordern. Für Deutschland weisen Analysen auf Basis des sozio-oekonomischen Panels (SOEP) je nach Lebenserwartung deutliche Einkommensunterschiede aus. So werden armutsgefährdete Männer durchschnittlich nur 70 und Frauen 77 Jahre alt, während Männer und Frauen mit sehr hohen Einkommen fast 10 Jahre länger leben (81 und 85 Jahre). Die Ergebnisse verweisen zudem darauf, dass der Anteil der in Gesundheit verbrachten Lebensjahre deutlich variiert.
Gemäß Daten aus der privaten Rentenversicherung aus den Jahren 1995–2002 liegt die Sterberate für Bezieher hoher Renten um bis zu 20 % niedriger als für Bezieher geringer Renten. Aus Daten der gesetzlichen Rentenversicherung und des statistischen Bundesamtes geht hervor, dass die Wahrscheinlichkeit, innerhalb eines Jahres zu sterben, für einen 65-jährigen Mann je nach Rentenstatus unterschiedlich ist. Für Versicherte der damals eigenständigen Arbeiterrentenversicherung LVA war sie fast doppelt so hoch wie für Versicherte der damaligen Angestelltenversicherung BfA und für Beamte.
Aktuelle Modelle zur Erklärung des Zusammenhangs gehen nicht von einem direkten Einfluss des sozialen Status auf die Gesundheit und Lebenserwartung aus. Stattdessen wirkt der soziale Status indirekt, weil er ein wichtiger Bestimmungsfaktor für Unterschiede in gesundheitlich relevanten Faktoren – wie materielle und psychosoziale Ressourcen und Belastungen sowie das Gesundheitsverhalten – ist. Die Chancen und Risiken für ein gesundes und langes Leben werden bereits in der Kindheit und Jugend gelegt und verfestigen sich im Lebensverlauf durch Wechselwirkungen zwischen dem sozialen Status und dem Gesundheitszustand.
Soziale Unterschiede in der Lebenserwartung sind auch volkswirtschaftlich relevant. Karl Lauterbach zufolge führen die unterschiedlichen Rentenbezugsdauern von einkommensschwachen und einkommensstarken Rentnern zu einer Umverteilung von unten nach oben im System der gesetzlichen Rentenversicherung.

### Geschichtliche Entwicklung

#### Vorhistorische Zeit bis 19. Jahrhundert
Die durchschnittliche menschliche Lebenserwartung in vorhistorischer Zeit lässt sich nur schwer erfassen. Bemerkenswert ist aber, dass die Körpergröße zu Anfang des Neolithikums stark abnahm. Dies lässt Rückschlüsse auf den Ernährungsstatus zu.
Es wird angenommen, dass paläolithische Jäger und Sammler bei der Geburt eine durchschnittliche Lebenserwartung von rund 30 Jahren hatten, während neolithische Ackerbauern und Viehzüchter nur 20 Jahre alt wurden. Bei diesen Werten spielt jedoch die Kindersterblichkeit eine enorme Rolle. Zieht man sie ab, liegt das Sterbealter erwachsener Wildbeuter zwischen 68 und 78 Jahren. Der amerikanische Anthropologe Marshall Sahlins geht davon aus, dass solch hohe Werte auch für die Wildbeuter früherer Zeiten gelten, und bezeichnete sie als „ursprüngliche Wohlstandsgesellschaften“.
Nach der neolithischen Revolution erkrankten nachweislich wesentlich mehr Menschen als vorher, vor allem an Infektionen. Die meisten dürften durch häufigen engen Kontakt von Ackerbauern mit Vieh nach Einführung der Viehhaltung entstanden sein. Innerhalb größerer Populationen vermehren sich die Erreger und sterben nicht aus wie in kleinen Gruppen. Masern sollen so gesehen ihren Ursprung in der Rinderpest haben.
 Die Einführung von Ackerbau und Viehhaltung bedeutete für die Menschen zunächst eine schlechtere Gesundheit, mithin eine geringere Lebenserwartung. Dem gegenüber steht eine deutlich höhere Geburtenrate, die Lebenserwartung nahm jedoch nur sehr langsam wieder zu und erreichte wohl erst im 18. Jahrhundert wieder höhere Werte als vor der neolithischen Revolution.
Vor 1800 erreichten nur elitäre kleine Gruppen wie etwa der englische Hochadel eine Lebenserwartung der Männer von mehr als 40 Jahren. In Asien lag der Wert knapp darunter. In Europa lag die Lebenserwartung um 1820 bei etwa 36 Jahren. Sie war am geringsten in Spanien und am höchsten in Schweden. In Japan lag sie bei 34 Jahren. Die durchschnittliche Lebenserwartung (zum Zeitpunkt der Geburt) betrug um 1800 weltweit höchstens 30 Jahre, nur selten 35 Jahre. Mehr als die Hälfte der Menschen erreichten nicht das Erwachsenenalter. Seit dem 19. Jahrhundert stieg die Lebenserwartung immer schneller an. Die Menschen wurden im 19. Jahrhundert schneller älter als materiell reicher. Jürgen Osterhammel bezeichnet diese Demokratisierung der Erwartung eines langen Lebens als „eine der wichtigsten Erfahrungen der neueren Geschichte“. Ausnahme hiervon war Subsahara-Afrika. Gründe für den explosionsartigen Anstieg der Lebenserwartung im 19. Jahrhundert werden in sanitären Fortschritten, in verbesserter Ernährung, in neuen Techniken der Gesundheitspolitik oder in Kombinationen dieser Faktoren gesehen. Keinesfalls verlief die Entwicklung der Lebenserwartung im 19. Jahrhundert stetig ansteigend. Vielmehr nahm sie zu Beginn der Industrialisierung in England zunächst ab. Das materielle Leben der arbeitenden Bevölkerung verbesserte sich zuerst nicht. Auch in Deutschland zeigte sich ab 1820 eine ähnliche Entwicklung in Form von Massenarmut auf dem Land und in den Städten. Die Ernährung konnte nicht mit den steigenden biologischen Energieansprüchen der Industriearbeit Schritt halten. Außerdem waren die wachsenden Städte Brutherde zunehmender Infektionskrankheiten.
Global lag die Lebenserwartung im 18. Jahrhundert bei etwa 29 Jahren. Seither hat sich die Lebenserwartung in jeder Region der Erde mehr als verdoppelt. Insbesondere trug dazu der starke Rückgang der Säuglings- und Kindersterblichkeit bei.

#### Entwicklung seit dem 20. Jahrhundert bis heute

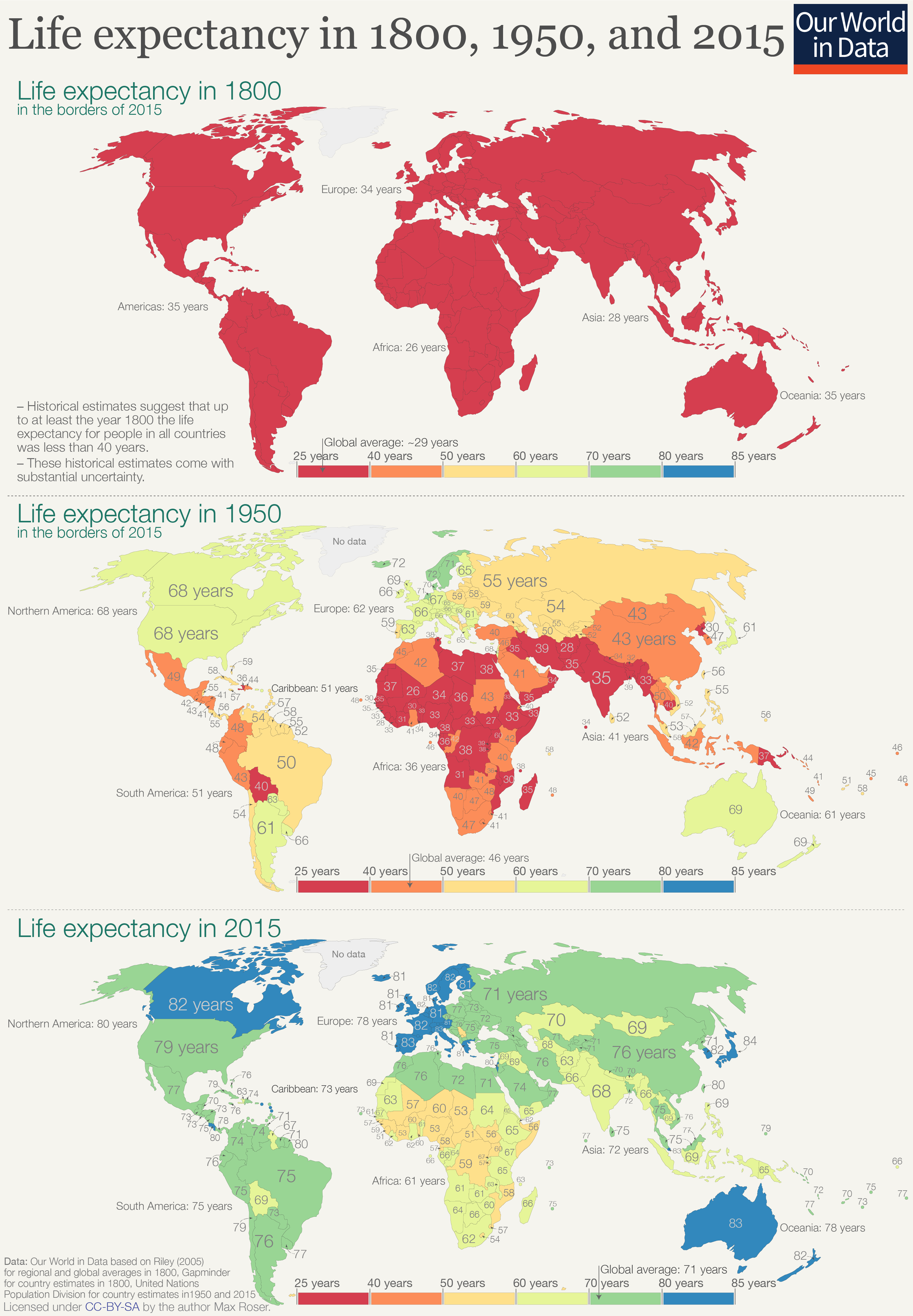
Lebenserwartung in den Jahren 1800, 1950, und 2015 – von Our World in Data

Durch die verschieden ausgeprägten groß- und kleinräumigen Entwicklungen ist die Lebenserwartung heute weltweit unterschiedlich ausgeprägt. Während in den Staaten Subsahara-Afrikas, die von der AIDS-Pandemie am stärksten betroffen sind, die Lebenserwartung oft unter 40 Jahre gefallen ist, beträgt sie in Island und Japan derzeit etwa 80 Jahre. In Mitteleuropa ist sie seit 1840 etwa um 40 Jahre gestiegen. Das Max-Planck-Institut für demografische Forschung spricht von drei Monaten, um die das Leben Jahr für Jahr länger geworden ist.
In Deutschland ist die Sterblichkeit seit 1871 im Mittel um 0,8 % jährlich zurückgegangen. In den Jahren von 1994 bis 2004 hat sich dieser Trend zur Erhöhung der Lebenserwartung verstärkt; in diesem Zeitraum sank die Sterblichkeit sogar um zwei Prozent jährlich. Nach einer Berechnung der Linksfraktion im deutschen Bundestag auf Basis von Zahlen der Deutschen Rentenversicherung soll die Lebenserwartung für Geringverdiener in Deutschland von 2001 bis 2010 von 77,5 auf 75,5 Jahre gesunken sein. Aus den Zahlen, auf die sich die Linksfraktion beruft, lässt sich die Sterblichkeit jedoch nicht berechnen. Diese führen die durchschnittliche Rentenbezugsdauer ab dem 65. Lebensjahr für bestimmte in den jeweiligen Jahren Verstorbene auf. Nach den Berechnungen der Linksfraktion wäre auch von 2001 bis 2006 die Lebenserwartung für Geringverdiener gesunken, für diesen Zeitraum liegt eine wissenschaftliche Untersuchung des Max-Planck-Instituts für demografische Forschung vor, in der die Lebenserwartung nach den wissenschaftlich üblichen Methoden berechnet wird und die das Gegenteil belegt. Dagegen vergrößerten sich die Unterschiede in der Lebenserwartung zwischen verschiedenen Einkommensgruppen. Demnach ist von 2001 bis 2006 für alle Einkommensstufen die Lebenserwartung gestiegen.
Von 1950 bis 2019 ist die Lebenserwartung in Deutschland sowie weltweit jedes Jahr gestiegen. Durch die COVID-19-Pandemie kam es 2020 weltweit, auch in Deutschland, erstmals zu einem Rückgang der Lebenserwartung, 2021 aufgrund der Auswirkungen der verschiedenen Krisen vor allem auf Menschen aus armen Ländern erneut.
Südkorea, das 1950 noch eine Lebenserwartung von nur 35,4 Jahren hatte, soll gemäß Prognosen bis 2032 das Land mit der höchsten Lebenserwartung der Welt sein (Männer: 84 Jahre; Frauen: 92 Jahre).

## Lebenserwartung anderer vielzelliger Lebewesen

Die Überlebenskurve für Mensch, Elefant, Krähe, Eidechse und Löwenzahn mit unterschiedlicher Fortpflanzungsstrategie

Die Lebenserwartung kann auch für manche Tiere und Pflanzen ermittelt werden. Sie ist von vielen Faktoren abhängig, von der Spezies, von den Lebensbedingungen, von Krankheiten und Fressfeinden, und beispielsweise von der Temperatur, vom Sauerstoffumsatz und vom Grundumsatz. Für Einzeller, die sich durch Zellteilung vermehren und Sporen bilden können, lässt sich dagegen keine arttypische Dauer für eine durch Geburt und Tod des Individuums bestimmte Lebensspanne angeben.

### Beispiele für besondere Kurzlebigkeit
Einige Arten von Bauchhärlingen leben nur etwa drei Tage und gehören damit zu den kurzlebigsten Vielzellern. Manche Insekten (beispielsweise Eintagsfliegen) können zwar insgesamt mehrere Jahre leben, aber als adulte Tiere verbringen sie oft nur Stunden, woraus sich ihr Name ableitet. Sie sind in diesem Stadium nicht einmal zur Nahrungsaufnahme befähigt und tragen keine funktionsfähigen Mundwerkzeuge.
Die vier- bis fünfmonatige Lebensdauer des Chamäleon Furcifer labordi gilt als die kürzeste Lebensdauer, die jemals für ein vierbeiniges Landwirbeltier bestimmt wurde.

### Beispiele für besondere Langlebigkeit
Die Langlebigkeit von Elefanten, Schildkröten, Papageien und Kieferngewächsen ist allgemein belegt. Eishaie können über 400 Jahre alt werden. Es wurden Mammutbäume gefällt, für die anhand von Jahresringen (dendrologisch) ein Alter von über 3000 Jahren bestimmt wurde. Von der Langlebigen Kiefer sind über 5000 Jahre alte Exemplare bekannt.
Als langlebigste Tiere gelten Glasschwämme. Für den antarktischen Riesenschwamm Anoxycalyx joubini wurde eine Lebenserwartung von 10.000 Jahren errechnet. Für einen fossilen Glasschwamm Monorhaphis chuni im Ostchinesischen Meer wurde ein Alter von 11.000 ± 3.000 Jahren anhand von ‚Jahresringen‘ seiner Siliziumoxidnadeln geschätzt.
Bakterien können in Form von Sporen mehrere Jahrtausende überdauern. So wurden aus Salzlagerstätten Meeresbakterien in vermehrungsfähiger Form gewonnen. Aus den Sporen im Magen von in Bernstein fossilierten Bienen konnten sogar über 100 vermehrungsfähige Bakterienarten gewonnen und identifiziert werden, die 25 bis 40 Millionen Jahre überdauert hatten. Diese Art der Überdauerung als Sporen hat nichts mit Lebenserwartung zu tun, da Sporen wesentliche Eigenschaften von Leben fehlen (Stoffwechsel).
Durch Knospung auseinander hervorgehende Organismen (Bakterien, Süßwasserpolypen) scheinen prinzipiell unsterblich, jedoch lässt diese Betrachtungsweise außer Acht, dass mit jedem Knospungsereignis ein Generationswechsel erfolgt, damit ein Neubeginn eines Individuums.

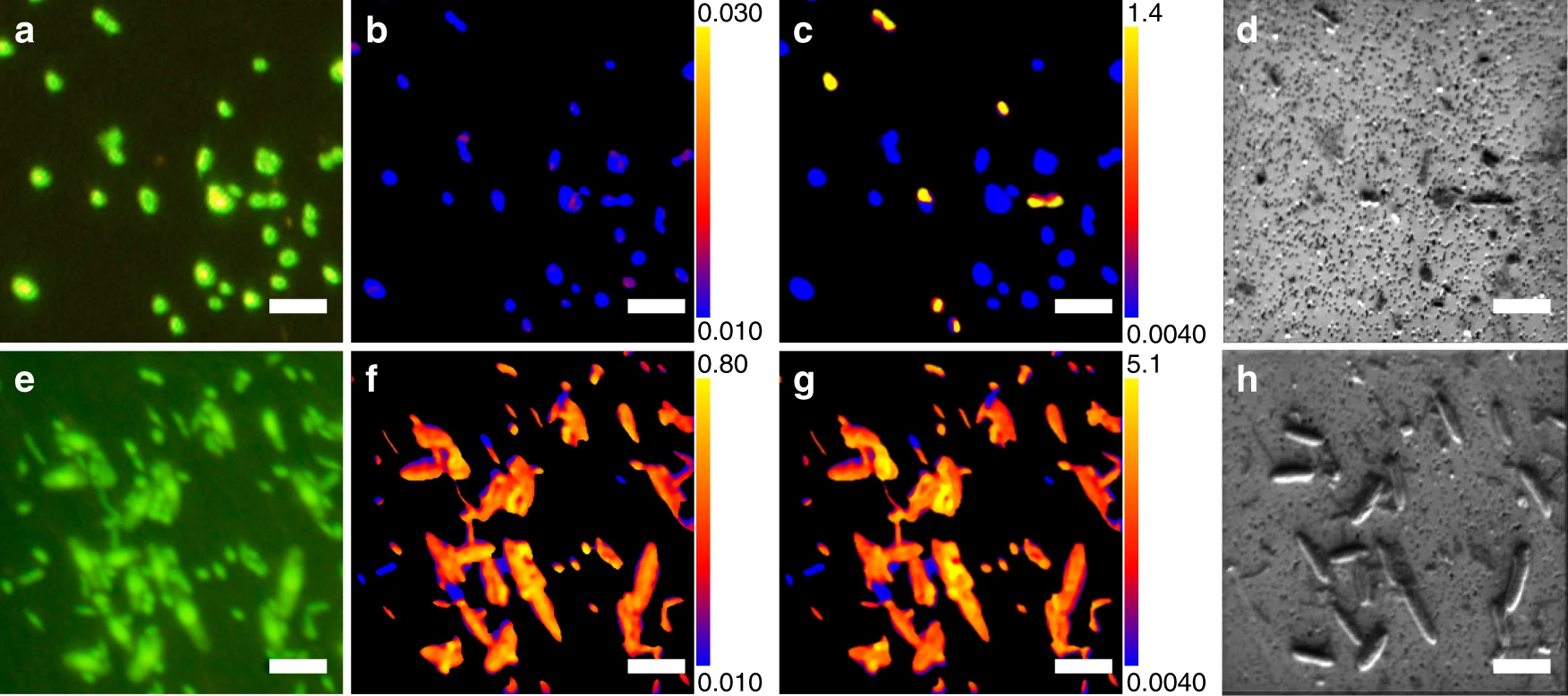
Die entdeckten Mikroorganismen

2020 berichteten Meeresbiologen über die Entdeckung von 101,5 Mio. Jahre alten Mikroorganismen in einer Art Winterschlaf etwa 75 m unter dem Meeresboden. Diese Mikroben konnten 2018 im Labor wiedererweckt werden. Seit dem Jahr 2000 gilt ein geschätzt 250 Millionen Jahre altes Bakterium als ältestes Lebewesen auf der Erde. Der Mikroorganismus mit dem heutigen Namen „Bacillus permians“ wurde in einem Labor der West Chester University in Pennsylvania von den Forschern um Russell H. Vreeland entdeckt. Das tatsächliche Alter von B. Permians ist aber fraglich.

### Einfluss des Menschen
Tiere in Gefangenschaft, den artgerechten Bedingungen nachempfindend gehalten und vor Fressfeinden, extremen Wetterverhältnissen und Nahrungsknappheit geschützt, erreichen oft ein sehr viel höheres Alter als in freier Wildbahn, während Schlachttiere systembedingt ein wesentlich kürzeres Leben haben.
In den industrialisierten Ländern ist die Lebenserwartung bei Heimtieren, insbesondere von Hunden und Katzen, seit dem Ende des 20. Jahrhunderts stark gestiegen. Dies liegt insbesondere an den verfügbaren veterinärmedizinischen Möglichkeiten. Dabei werden auch bei Haustieren zunehmend sogenannte „Wohlstandserkrankungen“ wie Diabetes, Krebs oder selbst Demenz diagnostiziert und behandelt.

### Ernährung
Die Menge der konsumierten Nahrung hat Einfluss auf die Lebensdauer. Bei einer Vielzahl von Tierarten konnte nachgewiesen werden, dass ein reduzierter Speiseplan, eine sogenannte Kalorienrestriktion, die Lebensspanne deutlich verlängern kann. In einer Studie konnten 115 Substanzen die Lebenserwartung von Fadenwürmern zwischen 30 % und 60 % verlängern. Eine der wirksamen Substanzen, die in der Struktur einem Antidepressivum ähnelt, wurde näher untersucht. Dabei stellte sich heraus, dass sie die Reaktion auf den körpereigenen Botenstoff Serotonin beeinflusst, der beim Menschen auch für das Hungergefühl zuständig ist. Nach der Nahrungsaufnahme wird das anabole Hormon Insulin ausgeschüttet, es wirkt stoffwechselanregend und fördert die Teilung mancher Zellen (etwa die Adipozyten). Bei karger Nahrung wird weniger Insulin ausgeschüttet, die Zellen leben länger.

### Tabelle
| Lebewesen                                      | individuell nachgewiesenes Alter | Lebenserwartung |
| ---------------------------------------------- | -------------------------------- | --------------- |
| Bauchhärling                                   | 3 Tage                           | 3 Tage          |
| Stubenfliege                                   | 24 Tage                          | 16–24 Tage      |
| Goldhamster                                    | 3 Jahre                          | 2–3 Jahre       |
| Elefant                                        | 89 Jahre                         | ca. 60 Jahre    |
| Gelbbrustara                                   | 104 Jahre                        | unbestimmt      |
| Mensch                                         | 122 Jahre                        | 80 Jahre        |
| Galápagos-Riesenschildkröte                    | 176 Jahre                        | unbestimmt      |
| Grönlandwal                                    | 211 Jahre                        | unbestimmt      |
| Grönlandhai                                    | 392 ± 120 Jahre                  | unbestimmt      |
| Islandmuschel                                  | 507 Jahre                        | unbestimmt      |
| Grannenkiefer                                  | 2435 Jahre                       | unbestimmt      |
| Riesenmammutbaum                               | 3266 Jahre                       | unbestimmt      |
| Langlebige Kiefer                              | 4900 Jahre                       | unbestimmt      |
| Monorhaphis chuni (ein fossiler Glasschwamm)   | 11 000 ± 3 000 Jahre             | unbestimmt      |
| Wurzelgeflecht der amerikanischen Zitterpappel | 80 000 Jahre                     | unbestimmt      |

## Begriffsabgrenzung und Missverständnisse
Die unterschiedliche Verwendung des Begriffes Lebenserwartung führt häufig zu unklaren Formulierungen und Missverständnissen. Diese liegen insbesondere darin begründet, dass die Lebenserwartung meist ein Schätzwert ist, der sich mit der Zeit verändert.
Eine wichtige Ursache ist, dass bei der Betrachtung der Lebenserwartung häufig übersehen wird, dass diese mit zunehmendem Alter der noch lebenden Individuen desselben Geburtsjahrgangs für diese steigt (sogenannte fernere Lebenserwartung). Beispiel: Ein Jahrgang hat bei der Geburt eine Lebenserwartung von 75 Jahren. Nach 60 Jahren ist jedoch ein Teil bereits verstorben, der in der ursprünglichen Erwartung enthalten war. Die noch lebende Gruppe der 60-Jährigen hat nun noch eine Lebenserwartung von über 25 Jahren, womit sie im Durchschnitt ein Lebensalter von 85 Jahren erreichen wird. Allerdings verändert sich die durchschnittliche Lebenserwartung damit überhaupt nicht. Ein 80-Jähriger hat mit derselben Berechnung eine restliche Lebenserwartung, die insgesamt bei über 90 Jahren liegen kann. Bei demografischen Vorhersagen, beispielsweise zur Berechnung von Renten, ist das von entscheidender Bedeutung.
Ein ähnlicher Trugschluss kann bei der Lebenserwartung bestimmter Berufsgruppen auftreten. So ist die Lebenserwartung von Bischöfen deutlich höher als die von Automechanikern. Das liegt in erster Linie nicht an einer vermeintlich gesünderen Lebensweise, sondern daran, dass Bischöfe nicht mit 25 sterben können, da sie zu diesem Zeitpunkt noch nicht Bischof sind.
Auf gleiche Weise kann die Kindersterblichkeit die Lebenserwartung ab Geburt unverhältnismäßig verzerren. So wird für den Großteil des Mittelalters eine Gesamtlebenserwartung der Bevölkerung von 30 Jahren und weniger angenommen. Dabei ist zu beachten, dass die Lebenserwartung aufgrund von Seuchen, Kriegen und Katastrophen keineswegs konstant verlief. Die Lebenserwartung der Frauen lag bei 24 bis 25 Jahren, die der Männer bei 28 bis 32 Jahren. Betrachtet man jedoch die Lebenserwartung derer, die das erste Lebensjahr überlebt haben, ist diese deutlich größer. Wenn die Kindheit überlebt wurde, konnte man durchschnittlich über 40 Jahre alt werden.
In den Industrieländern liegt die Sterblichkeit im ersten Lebensjahr heute unter ein Prozent.
Die im Vergleich zu Frauen niedrigere durchschnittliche Lebenserwartung der Männer wird auf gleiche Art durch die risikobehaftetere Lebensweise der jungen Männer während der Adoleszenz beeinflusst. So sterben viel mehr junge Männer als Frauen im Alter zwischen 16 und 25 Jahren durch Verkehrsunfälle und andere Risikofaktoren dieser Altersgruppe, was sich auf die statistische Gesamtlebenserwartung auswirkt. Männer bis 65 Jahre sterben 3,6 Mal so häufig an Herz-Kreislauf-Erkrankungen wie Frauen. Gerade in den mittleren Jahren, also bis etwa 65 Jahre, sterben nahezu doppelt so viele Männer wie Frauen.
Ein Sonderfall ist die beobachtete Lebensspanne bei den Sterbetafeln. Hier wird nur zurückschauend festgestellt, wann von einem Geburtsjahrgang jeweils wie viele Personen verstorben sind. Im Extremfall wüsste man so erst 120 Jahre nach 1980 (also im Beispiel 2100) die exakte Sterblichkeit für 100 % dieses einen Jahrgangs.
Häufig werden zudem Lebenserwartung, Durchschnittsalter und Höchstalter begrifflich nicht getrennt. Beispielsweise gilt der Kaukasus als Heimat besonders vieler alter, 100 Jahre und älter werdender Menschen. Die durchschnittliche Lebenserwartung in diesen Ländern liegt jedoch signifikant unter dem Niveau westlicher Industrieländer.
Ein mit der Lebenserwartung eng zusammenhängender Indikator ist die gesunde Lebenserwartung (auch: behinderungsfreie Lebenserwartung oder gesunde Lebensjahre). Damit wird die Zahl der Jahre bezeichnet, „die eine Person voraussichtlich in guter gesundheitlicher Verfassung leben wird“. In Deutschland wurde die „gesunde Lebenserwartung bei Geburt“ mit 68,5 Jahren für Frauen und 64,8 für Männer angegeben (bei großen einkommensabhängigen Unterschieden).
Auf die Tier- und Pflanzenwelt bezogen werden häufig Rekordalter mit Durchschnittsalter verwechselt: Elefanten können beispielsweise ein Alter von 70 Jahren und mehr erreichen, sterben aber in freier Wildbahn oft bedeutend früher. Hier wird das Rekordalter häufig irrtümlich mit der Lebenserwartung gleichgesetzt (dazu obige Tabelle).